# Космос-1908
Космос-1908 је један од преко 2400 совјетских вјештачких сателита лансираних у оквиру програма Космос.
Космос-1908 је лансиран са космодрома Плесецк, СССР, 6. јануара 1988. Ракета-носач Циклон-3 је поставила сателит у орбиту око планете Земље. Маса сателита при лансирању је износила 1600 килограма. Космос-1908 је био сателит намијењен за електронско извиђање, јављање и навођење.